# Psilocybe cubensis
Psilocybe cubensis es una especie de hongo psilocibio de la familia Hymenogastraceae del orden Agaricales, el cual contiene compuestos químicos como la psilocina y la psilocibina.

## Descripción
Son considerados cosmopolitas y pueden alcanzar una altura de ocho a quince centímetros. Los sombreros pueden medir entre dos y ocho centímetros de diámetro; con forma de campana , al principio y posteriormente convexos o planos. Sus colores varían bastante, desde blanco casi puro con una mancha dorada en el centro, hasta café claro con la misma mancha anaranjada en el centro. Las esporas son café purpúreo. Los tallos son huecos, de colores blancos cremosos o amarillos amarronados. Cuando se lesionan, los hongos adoptan un color azul verdoso producto de la exposición de la psilocibina al aire. Cuando están bien desarrollados, se les forma un anillo blanco, membranoso y resistente, que posteriormente se torna negruzco.

### Comportamiento
Psilocybe cubensis es un hongo estercolero, coprófago y gregario, y sus esporas germinan en el estiércol de bovinos en lugares soleados, y principalmente durante la época de lluvias, en octubre en Europa y de mayo a octubre en Centroamérica durante la época lluviosa.[cita requerida]
La combinación de la fermentación y la descomposición del estiércol con las lluvias y temperaturas elevadas hace que las esporas germinen y así crezca el micelio, el cual luego produce el cuerpo fructífero o basidiocarpo.[cita requerida]

## Taxonomía
Psilocybe cubensis fue descrito en 1948 por (Earle) Singer en Sydowia 2: 37.

### Etimología
Psilocybe: nombre genérico griego que significa «pelón» o «calvo», formado a partir de psilos —«desnudo», «calvo»— y cybe —«cabeza»—, en referencia a la delgada piel que se suelta del píleo.
cubensis: epíteto geográfico —«cubano»—, en referencia al lugar donde Franklin Sumner Earle encontró los ejemplares que en 1906 clasificó como Stropharia cubensis.

### Sinónimos
- Hypholoma caerulescens (Pat.) Sacc. & Trotter
- Hypholoma coerulescens (Pat.) Sacc. & Trotter
- Naematoloma caerulescens Pat.
- Nematoloma caerulescens Pat.
- Psilocybe cubensis var. caerulescens (Pat.) Singer & A.H. Sm.
- Psilocybe cubensis var. cubensis (Earle) Singer
- Psilocybe cubensis var. cyanescens (Murrill) Singer & A.H. Sm.
- Stropharia cubensis Earle
- Stropharia cyanescens Murrill

## Cultivo
El cultivo de Psilocybe cubensis se hizo popular en la última mitad del siglo XX con el descubrimiento de métodos sencillos para su cultivo. El más conocido es el llamado PF Tek, en el que se mezcla harina de arroz integral y vermiculita en tarros sellados y después de una minuciosa esterilización se introducen las esporas. En aproximadamente seis semanas las setas completan su ciclo de vida, desde espora hasta seta. En Europa se venden panes de arroz y esporas para el cultivo casero. Esta práctica se ha extendido a diversos lugares del mundo siendo muy popular hoy en día en países como Brasil, Colombia, y México donde se pueden conseguir los insumos para el cultivo de hongos de psilocibina en tiendas especializadas además de los ya mencionados kits de cosecha fácil. [cita requerida]

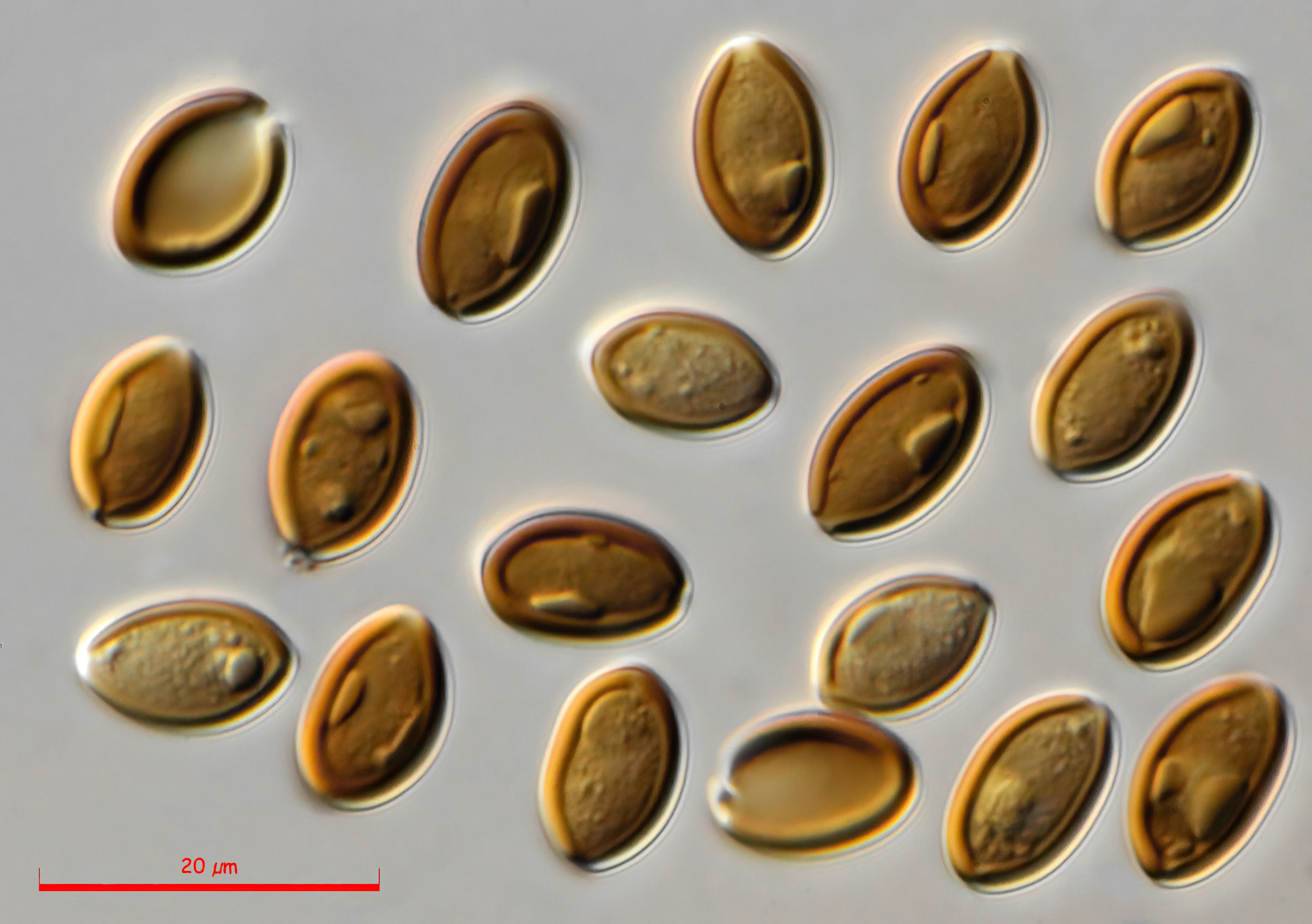
Esporas de Psilocybe cubensis

## Psilocibina
Esta sustancia, incorporada al organismo, modifica la afectividad, la relación con el entorno y el comportamiento. Dependiendo de la dosis, se pueden producir fenómenos psico-sensoriales intermitentes. Proporciona un estado de consciencia onírico visionario y un incremento de la percepción. Los efectos primarios de la ingesta por vía oral de un gramo de estos hongos dura en promedio cuatro a seis horas. Algunos de los efectos pueden ir desde cierta hilaridad, desinhibición o locuacidad, pasando por alucinaciones visuales y auditivas hasta profundas y nuevas perspectivas de la realidad, el tiempo y el espacio. Los efectos a nivel físico pasan por un aumento de la temperatura corporal, alteraciones gastrointestinales, especialmente náuseas y/o vómitos, trastornos perceptivos y pérdida del equilibrio.[cita requerida]

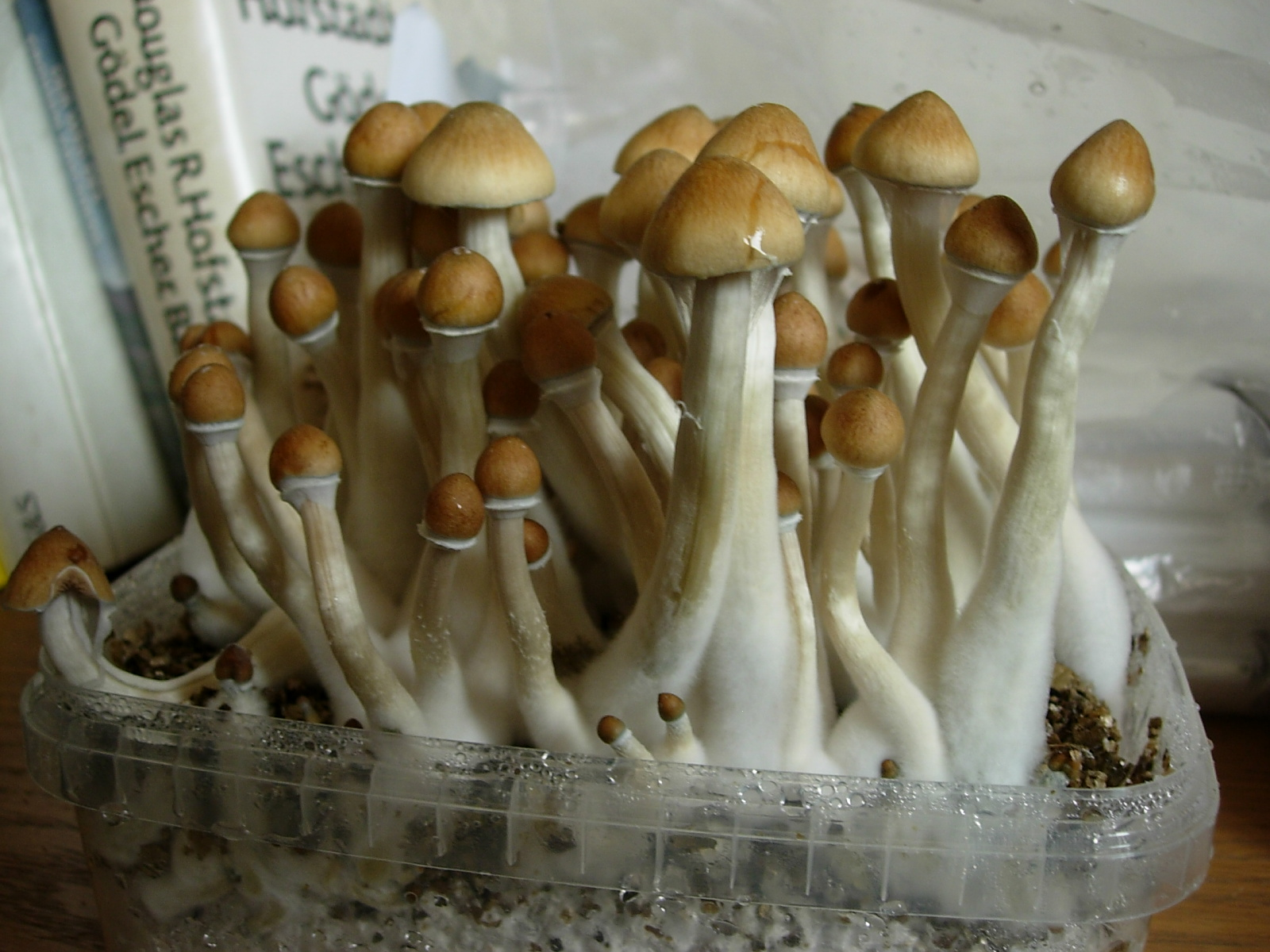
Cultivo casero de P. cubensis.

## Dosis
La dosis exacta para percibir los efectos enteógenos que le hacen famoso depende de varios factores, como el metabolismo de la persona, su estado de ayuno, su estado de ánimo, su contexto y, por supuesto, la concentración de psilocibina del hongo. Una dosis pequeña puede provocar, transcurridos unos treinta minutos desde la ingesta, una sensación de relajación física generalmente asociados con estados de tranquilidad transitoria, fatiga y cambios en la percepción del entorno. Al cabo de una hora, la mayoría de las personas que ingieren el hongo afirman tener una claridad interior que les permite ver la naturaleza con mayor nitidez: auras en flores y personas, árboles con un verde más vivo, el cielo y puestas de sol como nunca lo verían en un estado de consciencia ordinaria.[cita requerida]
Si la dosis es grande los efectos suelen ser mucho más marcados: experimentar hilaridad, cambios en la noción del tiempo, dificultad en el control muscular y/o una interpretación anormal de la información de los sentidos.[cita requerida]
Si la dosis es intermedia, se pueden producir una combinación de estos efectos .
Se ha experimentado su uso terapéutico contra la depresión, el dolor crónico y el estrés con resultados positivos.

### Contraindicaciones y riesgos
En personas que padecen trastornos mentales sus efectos pueden resultar peligrosos si no se realizan en un entorno médico-científico, por lo cual está contraindicado. En la mayor parte de los ensayos clínicos, individuos con estos antecedentes han sido descartados.
En general, se informa que la psilocibina tiene el perfil de seguridad más favorable de todas las drogas psicodélicas. Miles de años de evidencia anecdótica, además de los estudios científicos modernos, confirman que la psilocibina tiene baja toxicidad fisiológica, baja probabilidad de abuso/adicción, respuestas psicológicas seguras y no tiene efectos fisiológicos o psicológicos adversos persistentes asociados durante o después de su uso. La sobredosis de psilocibina es muy rara. Uno de esos informes de sobredosis de psilocibina y posterior muerte se debió específicamente a un paro cardíaco, unas dos a tres horas después de la ingestión de psilocibina, en una mujer de 24 años que, diez años antes, había recibido un trasplante de corazón debido a una enfermedad cardíaca reumática en etapa terminal. 

## Legalidad
La experimentación con esta y otras sustancias enteógenas es difícil de llevar a cabo debido a gran cantidad de restricciones legales.[cita requerida]
En España, según el boletín oficial del estado del 6 de febrero de 2004 y la Ley Orgánica 10/1995, de 23 de noviembre, del Código Penal, está prohibida la venta al público, tráfico y distribución, mencionado como «Conocybe sp.». Aun así, existe una forma de comercio legal de esporas.
La reciente[¿cuándo?] aprobación por parte de la FDA de SPRAVATO ®, un análogo de la ketamina desarrollado por Johnson and Johnson para su uso en pacientes que sufren de depresión resistente al tratamiento, y la aprobación de estados de “terapia innovadora” para tratamientos con psilocibina para el trastorno depresivo mayor (TDM) por parte de Compass Pathways Ltd. También se espera que estimule el crecimiento de la investigación psicodélica.[cita requerida]
Recientemente,[¿cuándo?] Numinus Wellness Inc. obtuvo la primera licencia de Health Canada para producir y extraer psilocibina de hongos. Este logro distintivo estimulará el crecimiento del mercado de la psilocibina sintética en particular y permitirá la investigación científica rigurosa de la psilocibina sintética como una opción terapéutica alternativa a la psilocibina natural. Este logro también permitirá la producción a gran escala de psilocibina natural y la estandarización de las metodologías de cultivo, extracción y prueba, así como la innovación en dichas tecnologías.
En 2020 Oregón se convirtió en el primer estado en legalizar (y despenalizar) los hongos de psilocibina para el desarrollo personal Otros estados como California están realizando esfuerzos de base para despenalizar los hongos psicodélicos. A pesar de los esfuerzos de múltiples ciudades y estados de América del Norte para despenalizar los hongos psicodélicos, sólo hasta que haya cambios en el marco regulatorio federal y la accesibilidad a la financiación federal el mercado psicodélico alcanzará su máximo potencial.
Empresas pioneras en investigación de psicodélicos a base de plantas, como The Psyence Group, con sede en Canadá, se han asociado con el Instituto de Investigación y Desarrollo Biotecnológico (BRDI) (Universidad de las Indias Occidentales, Jamaica) para llevar al mercado nuevos tratamientos con psilocibina para los trastornos de salud mental. en Jamaica. Psyence fue uno de los primeros en construir y operar una instalación comercial de cultivo y producción de psilocibina con licencia federal en el mundo. Otras empresas extranjeras también se han asociado con la Universidad de las Indias Occidentales (UWI), Mona, para realizar investigaciones psicodélicas y ensayos clínicos de psilocibina que estudien el trastorno depresivo mayor y la adicción en Jamaica